# Sludge Factory
Sludge Factory é uma canção da banda de rock americana Alice in Chains, presente no álbum de mesmo nome lançado em 1995.
A canção foi escrita por Jerry Cantrell em 1991, e foi considerada para o álbum mais popular da banda, Dirt, quando foi decidido guardar a canção. Layne Staley eventualmente escreveu letras a ela, e ela por fim se tornou uma das mais populares canções do álbum auto-intitulado.
A canção foi tocada no MTV Unplugged da banda, onde Layne Staley infamemente trocou as letras e gritou "Fuck!" antes de recomeçar a música. Ela também é conhecida por ter sido tocada pelo menos uma vez enquanto Alice in Chains estava abrindo os concertos do Kiss, que retornava com sua formação original, em Julho de 1996.
Sludge Factory foi classificada como a 7ª canção de todos os tempos do Alice in Chains por fãs no sítio AICfreaks.com em Fevereiro de 2007.